# Prisoner of the Night
Prisoner of the Night je patnácté studiové album nizozemské hardrockové skupiny Golden Earring, vydané v roce 1980 společností Polydor Records. Album produkoval kytarista skupiny George Kooymans, stejně jako předchozí album No Promises…No Debts (1979). V některých zemích (mj. USA) album vyšlo pod názvem Long Blond Animal (podle jedné z písní). V nizozemské hitparádě se umístilo na sedmé příčce.

## Seznam skladeb
Všechny skladby napsali Barry Hay a George Kooymans, není-li uvedeno jinak.
| Pořadí         | Název                        | Autor                                            | Délka |
| -------------- | ---------------------------- | ------------------------------------------------ | ----- |
| 1.             | Long Blond Animal            |                                                  | 3:36  |
| 2.             | No for an Answer             |                                                  | 4:13  |
| 3.             | My Town                      |                                                  | 3:06  |
| 4.             | Prisoner of the Night        |                                                  | 4:50  |
| 5.             | I Don't Wanna Be Nobody Else |                                                  | 4:41  |
| 6.             | Cut 'Em Down to Size         | Rinus Gerritsen, Hay, Kooymans, Cesar Zuiderwijk | 3:23  |
| 7.             | Will & Mercy                 |                                                  | 3:36  |
| 8.             | Come in Outerspace           |                                                  | 4:24  |
| 9.             | Going Crazy Again            |                                                  | 4:59  |
| Celková délka: | Celková délka:               | Celková délka:                                   | 36:48 |

## Sestava

### Golden Earring
- Rinus Gerritsen – baskytara, klávesy
- Barry Hay – flétna, zpěv
- George Kooymans – kytara, zpěv
- Robert Jan Stips – syntezátor, klávesy
- Cesar Zuiderwijk – bicí

### Host
- Tony Britnel – saxofon, tenorsaxofon